# قضیه اصلی رامانوجان
در ریاضیات، قضیه اصلی رامانوجان (به نام سرینیواسا رامانوجان) تکنیکی است که یک عبارت تحلیلی برای تبدیل ملین توابع تحلیلی ارائه می‌کند.
نتیجه قضیه به شرح زیر است:
اگر تابع {\displaystyle } فرم زیر داشته باشد،
{\displaystyle f(x)=\sum _{k=0}^{\infty }{\frac {\phi (k)}{k!}}(-x)^{k}\!}
آنگاه تبدیل ملین تابع {\displaystyle }داده شده‌است،
{\displaystyle \int _{0}^{\infty }x^{s-1}f(x)\,dx=\Gamma (s)\phi (-s)\!}
که در آن {\displaystyle \Gamma (s)\!} تابع گاما است.

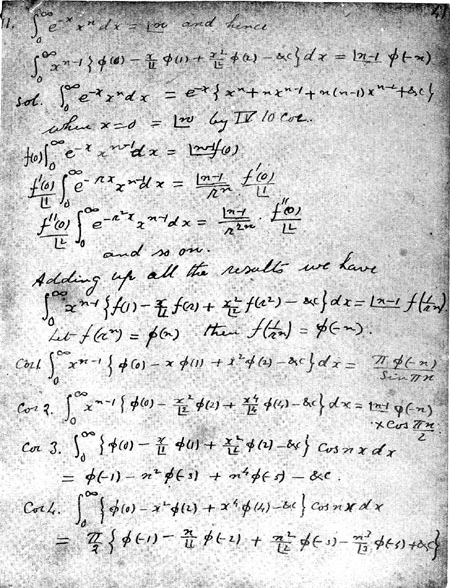
صفحه ای از دفترچه یادداشت رامانوجان که در آن قضیه اصلی خود را بیان کرده‌است.

این قضیه توسط رامانوجان برای محاسبه انتگرال معین و سری‌های نامتناهی استفاده می‌شد.
نسخه‌هایی از این قضیه در ابعاد بالاتر در فیزیک کوانتومی (از طریق نمودارهای فاینمن) استفاده شده‌است.
نتیجه مشابه ای نیز توسط جیمز ویتبرد لی سویط به دست آمده‌است.